# Bonfire Snowboarding Company
Bonfire Snowboarding Company — производственная компания из Калифорнии, США. Компания занимается производством сноубордической спортивной одежды и аксессуаров к ней. Создатель и владелец — Брэд Стюард, профессиональный сноубордист и один из первых бизнесменов в этой индустрии.

## История

### Создание компании
В 1989 году Брэд Стюарт создал в домашней обстановке три футболки. На первой крупными и грубыми буквами было написано слово Bonfire, шрифт был позаимствован у старой печатной машинки «Sears». На второй футболке была изображена чётко прорисованная балерина в охваченной огнём пачке. На третьей футболке солдат в горящей на нём каске вытянулся по стойке «смирно» и смотрел куда-то вдаль.
Данный рисунок был воспринят рынком достаточно позитивно, так как не согласовался с общим стилем выпускаемой в то время продукции для райдеров, так как неоновые «сёрферские» цвета и изображения тропической растительности не имели ничего общего с горящими в огне объектами. Новая продукция заставила потребителя пересмотреть взгляды на собственное самоосознание, и, как результат, компания успешно заняла свою нишу на рынке.
Брэд Стюарт о результатах тех лет:
…Идея была такая — быть артистичными и нетрадиционными, а также найти способ утвердить уникальность сноубординга по сравнению с другими видами спорта. Мне казалось, что в сердце сноубординга отражается сложный внутренний мир молодежи того времени, а этот мир менялся не по дням, а по часам. Скейтбординг, музыка, мода, компьютеры, фотография, кино — и все это было единым целым. Мы не хотели, чтобы сноубординг воспринимался как побочный продукт скейтбординга, серфинга или лыж — он заслуживал собственной культуры, собственных брендов, собственных „лучших“ и собственных первооткрывателей…
Известность компании росла, в том числе, и благодаря удачному паблисити — на горнолыжном курорте Маунт Худ в штате Орегон продукцией «Bonfire» награждались победители местных соревнований. После чего многие, как правило, проникались желанием поддержать этот бренд и начинали рассказывать о нём своим друзьям и знакомым.

### Рост компании
К 1995 году Bonfire стал одной из лидирующих спортивных компаний на рынке сноубординга. Большую популярность имела у покупателей куртка модели Fireman Jacket, которая стала одной из первых моделей, вобравших в себя как сноубордические характеристики, так и стиль улиц. Fireman Jacket стала символом целого поколения сноуборд-брендов и началом стиля сноубордической экипировки.

### Покупка компанией Salomon
В декабре 1995 года Bonfire был куплен фирмой Salomon. Менеджеры французской фирмы поставили себе цель — купив Bonfire, стать одной из основных фирм-производителей одежды и аксессуаров для сноуборд-индустрии. Это стало возможным благодаря опыту и истории компании Bonfire, а также репутацией его основателя.